# Cerodontha rozkosnyi
Cerodontha rozkosnyi este o specie de muște din genul Cerodontha, familia Agromyzidae, descrisă de Cerny în anul 2007.
Este endemică în Czech Republic. Conform Catalogue of Life specia Cerodontha rozkosnyi nu are subspecii cunoscute.